# Militärstab der Europäischen Union

Wappen des EUMS

Der Militärstab der Europäischen Union (engl. European Union Military Staff, EUMS) leitet die militärischen Operationen im Rahmen der Gemeinsamen Sicherheits- und Verteidigungspolitik. Die Gemeinsame Sicherheits- und Verteidigungspolitik (GSVP) ist Teil der Gemeinsame Außen- und Sicherheitspolitik der Europäischen Union und untersteht damit dem Hohen Vertreter der EU für Außen- und Sicherheitspolitik, dem auch der Europäische Auswärtige Dienst als diplomatischer Arm untersteht.

## Aufgabe
Neben der direkten Unterstellung zum Hohen Vertreter wird die Leitung unmittelbar mit dem Militärausschuss der Europäischen Union (EUMC) abgestimmt, der Versammlung der Generalstabschefs der EU-Mitgliedstaaten, in der Regel vertreten durch ihre ständigen militärischen Vertreter. Der Stab soll im Krisenfall die multinationalen Streitkräfte bestimmen, erfassen und aufstellen, meist in Abstimmung mit der NATO. Aufgabe ist die Umsetzung der Petersberg-Aufgaben und die Durchführung der gesamteuropäisch beschlossenen Einsätze der europäischen Union. Hierdurch unterstehen dem EUMS die für den Einsatzzeitraum zugewiesenen EUFOR Truppen, die sich aus Kontingenten der Mitgliedstaaten der EU zusammensetzen. Die operationelle Führung wird dabei durch NATO-Organe erreicht, zu deren Koordinierung fünf sogenannte Operational Headquarters (OHQ) in Europa eingerichtet werden, sowie jeweiligen Force Headquarters (FHQ) für die Führung im Feld.
Die OHQs sind derzeit (2011): das französische Centre de Planification et de Conduite des Opérations à l'État major des Armées in Mont Valérien; das britische in Northwood bei London; das deutsche Multinationale Kommando Operative Führung / Multinational Joint Headquarters Ulm in Ulm; das griechische in Larissa und das italienische in Rom.

## Struktur
Der europäische Militärstab hat seinen Sitz in Brüssel im Kortenberg-Gebäude (Avenue de Kortenburg 150, B-1040 Brussels), unweit des Berlaymont-Gebäudes, dem Sitz der Europäischen Kommission. Gleich nebenan liegt die belgische Königliche Militärakademie. Der EUMS gliedert sich in fünf von Brigadegenerälen geführten Abteilungen (Konzepte und Planung; Aufklärung; Einsätze; Logistik; Fernmeldewesen und IT) sowie Verbindungsstäbe zur NATO und zu den Vereinten Nationen.

## Militärischer Planungs- und Durchführungsstab (MPCC)
Am 8. Juni 2017 hat der Rat der Europäischen Union die Einrichtung eines militärischen Planungs- und Durchführungsstabs (MPCC) innerhalb des Militärstabs der EU (EUMS) beschlossen. Der MPCC mit einer Sollstärke von 25 Personen übernimmt den Befehl über die militärischen EU-Missionen ohne Exekutivbefugnisse; darunter die EU-Ausbildungsmissionen EUTM Mali, EUTM RCA in der Zentralafrikanischen Republik und EUTM Somalia.
Der MPCC steht unter der politischen Aufsicht und strategischen Leitung des Politischen und Sicherheitspolitischen Komitees (PSK) und der Generaldirektor des EUMS ist gleichzeitig Direktor des MPCC.
Der MPCC wird als statische Befehls- und Führungsstruktur außerhalb des Einsatzgebiets auf militärisch-strategischer Ebene für die operative Planung und Durchführung militärischer Missionen ohne Exekutivbefugnisse, einschließlich Aufwuchs, Dislozierung, Unterhaltung sowie Rückführung von Truppenkontingenten der Europäischen Union, verantwortlich sein. Der MPCC soll dabei die Einsatzkräfte vor Ort durch mehr Unterstützung entlasten.
Mit dem Planungs- und Durchführungsstab (Civilian Planning and Conduct Capability – CPCC) im Europäischen Auswärtigen Dienst besteht eine enge gemeinsame Unterstützungskoordinierungstelle, die sowohl für militärische als auch für zivile Missionen relevant sind um Einsatzressourcen zu teilen, einschließlich sanitätsdienstlicher Unterstützung und Schutzmaßnahmen.

## Generaldirektoren
| Generaldirektoren (DGEUMS) des Militärstabes | Generaldirektoren (DGEUMS) des Militärstabes | Generaldirektoren (DGEUMS) des Militärstabes | Generaldirektoren (DGEUMS) des Militärstabes |
| Name                                         | Nation                                       | Beginn der Berufung                          | Ende der Berufung                            |
| -------------------------------------------- | -------------------------------------------- | -------------------------------------------- | -------------------------------------------- |
| Generalleutnant Michiel van der Laan         | Niederlande                                  | Juni 2023                                    | laufend                                      |
| Vizeadmiral Hervé Bléjean                    | Frankreich                                   | Juni 2020                                    | Juni 2023                                    |
| Generalleutnant Esa Pulkkinen                | Finnland                                     | Mai 2016                                     | Juni 2020                                    |
| Generalleutnant Wolfgang Wosolsobe           | Österreich                                   | Mai 2013                                     | Mai 2016                                     |
| Generalleutnant Ton van Osch                 | Niederlande                                  | 2010                                         | 2012                                         |
| Generalleutnant David Leakey                 | Vereinigtes Königreich                       | 2007                                         | 2010                                         |
| Generalleutnant Jean-Paul Perruche           | Frankreich                                   | 2004                                         | 2007                                         |
| Generalleutnant Rainer Schuwirth             | Deutschland                                  | 2001                                         | 2004                                         |

## Missionen
Die bisherigen EUFOR Missionen sind EUFOR Operation Artemis im Kongo, EUFOR Operation Concordia in Mazedonien, EUFOR Althea in Bosnien-Herzegowina, die EUFOR Tchad/RCA im Tschad und die EUFOR DR Congo im Kongo.
EU INTCEN und EUMS sind Teil der Single Intelligence Analysis Capacity (SIAC). Im Rahmen von SIAC werden ziviler (EU INTCEN) und militärischer Nachrichtendienst (EUMS) zusammengeführt.